# Ántrax (forunculosis)
El ántrax es  una infección cutánea por estafilococos formada por  una agrupación de forúnculos con extensión de la infección al tejido subcutáneo. Las lesiones presentan supuración profunda, son de lenta curación y producen  cicatrices. En ocasiones, por influencia del inglés, se utiliza erróneamente el término «ántrax» para referirse al carbunco; las dos enfermedades tienen en común las lesiones cutáneas como síntoma, sin embargo, al contrario que el ántrax de origen foruncular, las úlceras causadas por el carbunco suelen ser indoloras.

## Etimología
El vocablo «ántrax» proviene del latín anthrax, y este a su vez, del griego 'ἄνθραξ', que significa «carbón». Hace referencia al hecho de que la infección produce heridas o úlceras de un color oscuro.

## Etiología
Un ántrax está compuesto de varios forúnculos  agrupados en una masa indiferenciada, dando el aspecto de una única lesión eritematosa llena de pus y células muertas. Se observan con más frecuencia en la espalda y la nuca. Los ántrax suelen estar causados por la bacteria Staphylococcus aureus. La infección es contagiosa y se puede diseminar a otras áreas del cuerpo o a otras personas, por lo cual no es raro que se den en varios miembros de la misma familia al mismo tiempo.
Aunque el ántrax puede aparecer sin ninguna causa aparente, se han identificado la mala higiene, ciertas dolencias  como la dermatitis o la diabetes y un sistema inmunitario debilitado como factores que aumentan el riesgo.

## Síntomas
Los ántrax suelen ser indoloros al tacto. La piel alrededor adquiere un color lívido, a veces con una pústula amarillenta en el centro. Pueden crecer muy rápidamente, llegando al tamaño de una pelota de golf. A menudo supuran espontáneamente, excepto cuando la infección es muy profunda. Suelen ir acompañados de malestar general y fiebre.

## Prevención
Una buena higiene corporal es necesaria para disminuir el riesgo de infecciones recurrentes. Es importante lavarse bien las manos después de tocar un ántrax y lavar con agua muy caliente cualquier prenda o ropa que se comparta con un enfermo, como toallas; esto disminuye el riesgo de infección por contagio.

## Tratamiento
A veces el ántrax se cura por sí solo en unas dos semanas. La aplicación de compresas húmedas calientes sobre la úlcera facilita el drenaje. El ántrax también se puede drenar quirúrgicamente. En ocasiones se recetan antibióticos tópicos u orales; en este caso  se suele realizar un cultivo para determinar la cepa bacteriana responsable de la infección. Las bacterias S. aureus presentan a veces resistencia a antibióticos betalactámicos, lo cual puede dificultar el tratamiento.

## Complicaciones
El ántrax puede ser peligroso si las bacterias llegan a introducirse en el torrente sanguíneo; en este caso existe el peligro de choque séptico y daño a otros órganos del cuerpo. Entre las complicaciones más serias se incluyen los abscesos cerebrales y de la médula espinal, osteomielitis y endocarditis.